# كارولي شاندور
كارولي شاندور (بالمجرية: Sándor Károly)‏ (مواليد 26 نوفمبر 1928) هو لاعب كرة قدم. يلعب مع منتخب المجر لكرة القدم. سبق له أن لعب في كأس العالم لكرة القدم مع منتخب بلاده.

## روابط خارجية
- كارولي شاندور على موقع الاتحاد الدولي (مؤرشف)  (الإنجليزية)
- كارولي شاندور على موقع الاتحاد الأوربي (الإنجليزية)
- كارولي شاندور على موقع قاعدة بيانات كرة القدم.إي يو (الإنجليزية)
- كارولي شاندور على موقع بيانات كرة القدم. دي إي (الألمانية)
- كارولي شاندور على موقع ناشيونال فوتبول تيمز (الإنجليزية)
- كارولي شاندور على موقع Soccerway.com (الإنجليزية)
- كارولي شاندور على موقع عالم كرة القدم.نت (الإنجليزية)